# ممنونم آمو!
ممنونم آمو! (انگلیسی: Thank You, Omu!) یک کتاب تصویری است که در سال ۲۰۱۸ منتشر شده و نویسندگی و تصویرگری آن را اوگه مورا بر عهده داشته است. داستان این کتاب دربارهٔ آمو است که خوراک می‌پزد و آن را با همسایگانش قسمت می‌کند. همسایگان هم با آوردن غذا از او تشکر می‌کنند. ایدهٔ کتاب از یک تکلیف کلاسی مورا در مدرسهٔ طراحی رود آیلند شکل گرفت و در همان‌جا توسط ویراستاری از انتشارات لیتل، براون دیده شد. این اثر نقدهای مثبتی دریافت کرد و به‌خاطر تصاویرش مفتخر به دریافت نشان کالدکوت در سال ۲۰۱۹ شد. استفاده از تکنیک‌های ترکیبی در تصویرگری کتاب، به‌خاطر نمایش دقیق شخصیت‌ها و مکان‌ها مورد تحسین قرار گرفت.

## پیش‌زمینه و انتشار
این کتاب که در ابتدا خوراک آمو نام داشت، به‌عنوان پروژه‌ای دانشجویی برای کلاسی که مورا در مدرسهٔ طراحی رود آیلند داشت، آغاز شد. تکلیفی که از دانشجو می‌خواست شخصیتی خلق کند که چیزی به دست آورده یا از دست داده باشد. درحالی‌که آمو در زبان ایگبو به معنای ملکه است، خانوادهٔ مورا از این کلمه برای اشاره به مادربزرگ نیز استفاده می‌کردند. مورا در بخش انتهایی کتاب، از مادربزرگش به‌عنوان یکی از الگوهای قوی زنانهٔ خود یاد می‌کند. ویراستاری از انتشارات لیتل، براون در زمان ارائهٔ کتاب‌های دانشجویان حضور داشت و قبل از اینکه مورا حتی مدیر برنامه‌ای داشته باشد، با او قرارداد امضا کرد. این کتاب در ۲ اکتبر ۲۰۱۸ منتشر شد.

## داستان
آمو برای شام خوراک می‌پزد و عطر آن در سراسر محله می‌پیچد. کم‌کم و از یک پسربچه شروع می‌شود که اهالی محله دَرِ خانهٔ او را می‌زنند و از وی مقداری خوراک می‌خواهند. آمو نیز هر بار با سخاوت مقداری خوراک به آن‌ها می‌دهد. زمانی که آمو می‌خواهد شام بخورد، دیگر خوراکی برای خودش باقی نمانده است. با این حال، اهالی محله برای نشان دادن قدردانی خود، برای او غذا می‌آورند. آن‌ها در کنار هم غذا می‌خورند و میهمانی رقص به راه می‌اندازند.

## نگارش و تصاویر
مورا رویکرد تلفیقی از تکنیک‌های مختلف شامل کاغذهای بُرش‌خورده، رنگ و ماژیک‌های علامت‌گذار چینی را برای تصاویر کتاب برگزید. به تعبیر بنجامین آناستاز، نویسندهٔ نیویورک تایمز، استفاده از کلاژ به «جهانِ کتاب، حس عمق و پویایی می‌بخشد.» کاربرد کلاژ توسط مورا، امکان خلق شخصیت‌های متمایز و تأثیرگذار و پس‌زمینه‌های جذاب را برای او فراهم آورده است. مونیک هریس از کالینگ کالدکوت، استفاده از کلاژ با تکنیک‌های ترکیبی را با نحوهٔ ترکیب مواد اولیه در خوراک و مضمون‌های کتاب پیرامون تنوع و شمولیت مقایسه کرده است. تصویرسازیِ بخارِ خوراک که در محله پخش می‌شود، به‌طور ویژه مورد توجه و تحسین قرار گرفته است. تصاویر، درخشان و با سبکی هستند که ریشه‌های نیجریه‌ای مورا و تجربهٔ وی در جامعهٔ آفریقایی-آمریکایی را منعکس می‌سازد: «من واقعاً از اینکه توانستم سنت‌های نیجریه‌ای و آمریکایی را با هم ترکیب کرده و کتابی خلق کنم که مانند خودم، در فضایی سوم وجود داشته باشد، بسیار خرسندم.» تصاویر کتاب مورا با آثار ازرا جک کیتس مورد قیاس قرار گرفته‌اند.
به باور برخی نقادان، ماهیت داستان به فولکلور شباهت دارد. جبران مهربانی آمو توسط همسایگان، به تقویت مضمون کتاب که غذا به‌عنوان ابزاری برای سهیم شدن، تنوع و شمولیت است، یاری می‌رساند. از طریق سهیم شدن در غذا در پایان داستان، افراد به‌عنوان یک جامعه گرد هم می‌آیند. شخصیت اصلی داستان، از طریق بخشندگی غذای خود، به مادربزرگِ کل جامعه تبدیل می‌شود. واژگان پیشرفته، تکرار و نام‌آوای کتاب، به هر چه بهتر شدن آن برای بلندخوانی کمک می‌کند.

## بازخورد و جوایز
ممنونم آمو! از سوی کرکوس ریویوز نقد ستاره‌دار دریافت کرد. پابلیشرز ویکلی نیز این اثر را در فهرست بهترین کتاب‌های سال ۲۰۱۸ خود قرار داد و از آن به‌عنوان «روایتی شیرین از جامعیت، قدردانی و هم‌نشینی دلپذیری که همزمان محفلی چشم‌نواز نیز به‌شمار می‌آید» ستایش کرد. ماریا سالوادور در نقدی که در اسکول لایبرری ژورنال منتشر شد، نوشت: «کودکان از این داستان تازه و جذاب دربارهٔ دوستی و اجتماع‌سازی لذت خواهند برد. اثری بی‌نقص برای هر جمع گروهی.»
در مراسم جوایز رسانهٔ جوان سال ۲۰۱۹، این کتاب مفتخر به دریافت نشان کالدکوت ۲۰۱۹ برای تصویرگری‌ها و جایزهٔ کورتا اسکات کینگ استپتو برای بهترین تصویرگر تازه‌وارد شد. مورا به تماس تلفنی که برای اعلام برنده شدنش در کالدکوت گرفته شده بود، پاسخ نداد؛ زیرا تصور می‌کرد که این تماس برای بازاریابی تلفنی است و تنها زمانی به آن جواب داد که چند دقیقه بعد مجدداً تماس گرفته شد. . وی پس از شنیدن خبر، با گریه گفت: «مانند اکثر تصویرگران کتاب‌های کودک، همواره رؤیای من کسب افتخار کالدکوت بوده است. به سادگی نمی‌توانم تصور کنم که این اتفاق در اوایل دوران حرفه‌ای‌ام رخ داده است. از این بابت بی‌نهایت سپاسگزارم.» ممنونم آمو! همچنین در سال ۲۰۱۹ برندهٔ جایزهٔ کتاب ازرا جک کیتس نیز شده است.